# 桂小文吾
桂 小文吾（かつら こぶんご）は、上方落語の名跡。当代は七代目。
- 初代桂小文吾 - 三代目桂文吾の実子で、その門下。活躍時期は明治中期。
- 二代目桂小文吾 - 後∶二代目桂文三
- 三代目桂小文吾 - 後∶四代目桂文吾
- 四代目桂小文吾 - 後∶四代目桂文三
- 代外桂小文吾 - 初め二代目桂梅枝の門下で桂梅之助から初代桂扇枝門下で扇之助を経て、小文吾となった。
- 五代目桂小文吾 - 本項にて記述
- 六代目桂小文吾 - 現∶六代目桂文吾
- 七代目桂小文吾 - 当該項目で記述。

5代目 桂 小文吾（1872年 - 1914年10月）は、落語家。本名∶坂田 種造。

## 経歴
大阪北堀江の貸座敷「播卯樓」の主人。芸事に熱中し、明治20年代に錦影絵師の四代目富士川都正の門下で富士川都若を名乗り独学で稽古を積む。奇術師の初代歸天齋正一が経営する余興屋に出入りもした。
1902年に桂家都若の名で半玄人で端席や余興屋で活動。1903年12月に三代目桂文三の門下で五代目桂小文吾を名乗る。初代桂枝雀が大正派を結成してからは幹部となるも脳を病み、治療の甲斐なく引退した。

## 人物
1910年に『食道楽』『絵葉書屋・鰻屋』の2枚のSPレコードを出している。
鼻が高く「天狗」と呼ばれた。